# Tennessee Records

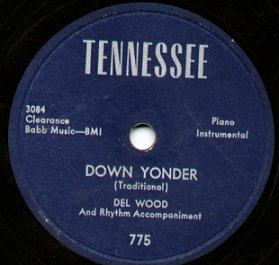
Del Wood - Down Yonder, 1950

Tennessee Records war ein US-amerikanisches Plattenlabel, dass hauptsächlich Country-Musik veröffentlichte.

## Geschichte
Tennessee Records wurde 1950 in Nashville, Tennessee von den Brüdern Alan und Reynold Bubis gegründet. Als A&R-Manager wurde der Songschreiber und Produzent Ted Jarrett verpflichtet. Das Label konzentrierte sich hauptsächlich auf Country-Aufnahmen, und die erste Veröffentlichung war Ricky Riddles Second Hand Heart / Somebody's Stealin' My Baby's Sugar (Tennessee 700).
Den ersten und zugleich größten Hit konnte Tennessee noch im selben Jahr mit Del Woods Version des Traditionals Down Yonder verzeichnen. Im Gegensatz zu den sonstigen Erscheinungen war Woods Platte im Ragtime/Piano-Stil gehalten. Danach kam man aber über regionale Erfolge nicht mehr hinaus. Neben Wood erlangten auch Kirk McGhee (später als Bluegrass- und Old-Time-Musiker) sowie Helen Carter, Mitglied der Carter Family, größere Berühmtheit. Weitere Künstler waren unter anderem Johnny T. Talley, Billy Wallace, Lee Bonds, Carl Tipton und Floyd Huffman, deren Werke heute bei Sammlern sehr beliebt sind. Viele Musiker spielten auch parallel bei Tennessees Schwesterlabel Republic Records Singles ein.
1953 wurde Tennessee von den Bubis-Brüdern geschlossen, um andere Labels zu betreiben. Die letzte Platte erschien von Del Wood mit Mr. Goon Bones (Waiting For The Robert E. Lee / Listen To That Band, Tennessee 845). Die Brüder zogen sich 1960 aus dem Musikgeschäft zurück. Die Rechte am Tennessee-Katalog liegen heute teilweise bei Bluesland Productions und bei SnailWorx/S. Cargo Productions. In den 1970er-Jahren veröffentlichten die niederländischen Redita Records eine LP mit dem Titel Nashville Country Rock #5, die unter anderem auch Tennessee-Aufnahmen enthält.